# Mélanésiens

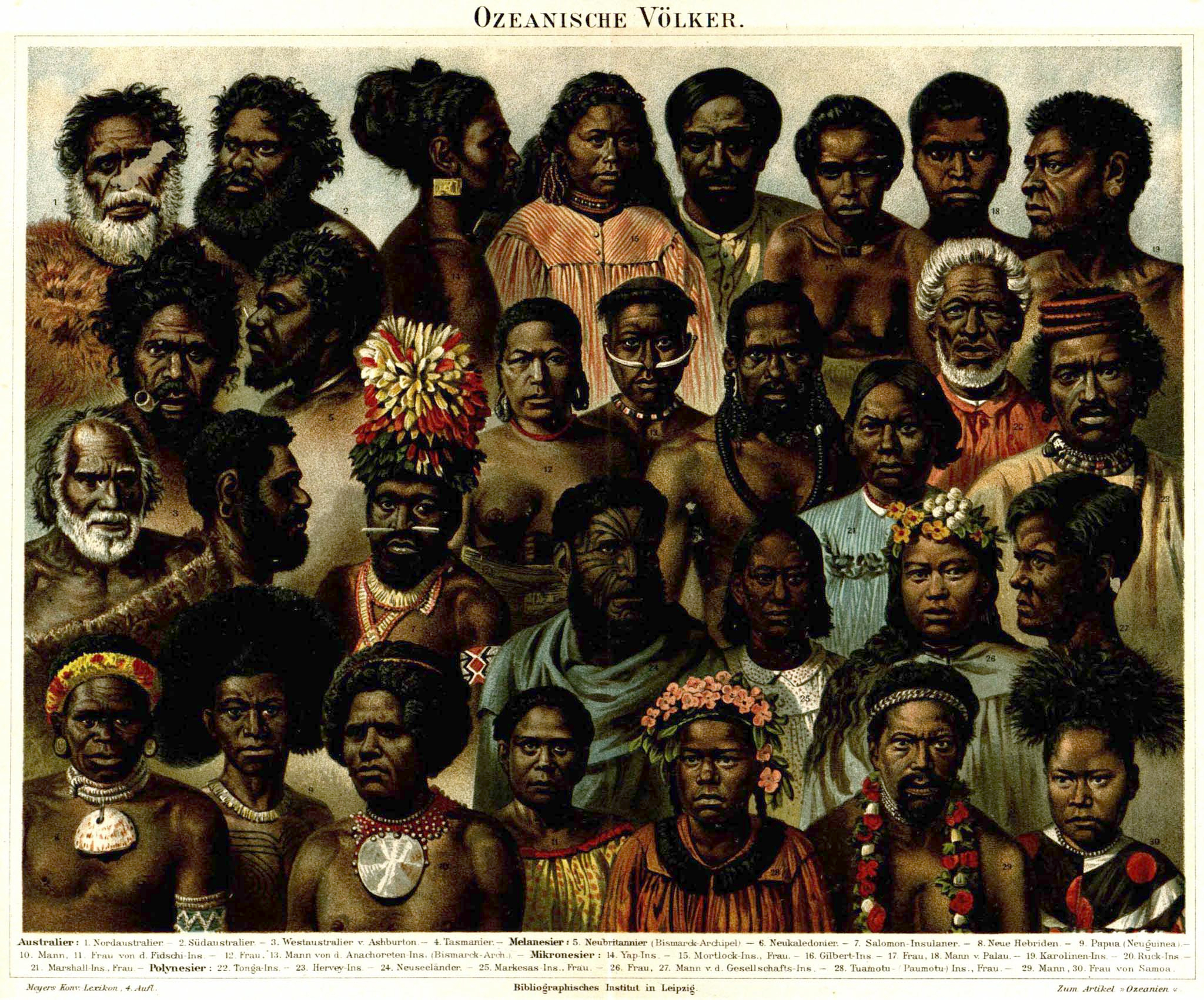
« Peuples d’Océanie » dans l’encyclopédie allemande Meyers Konversations-Lexikon (1885-1890).

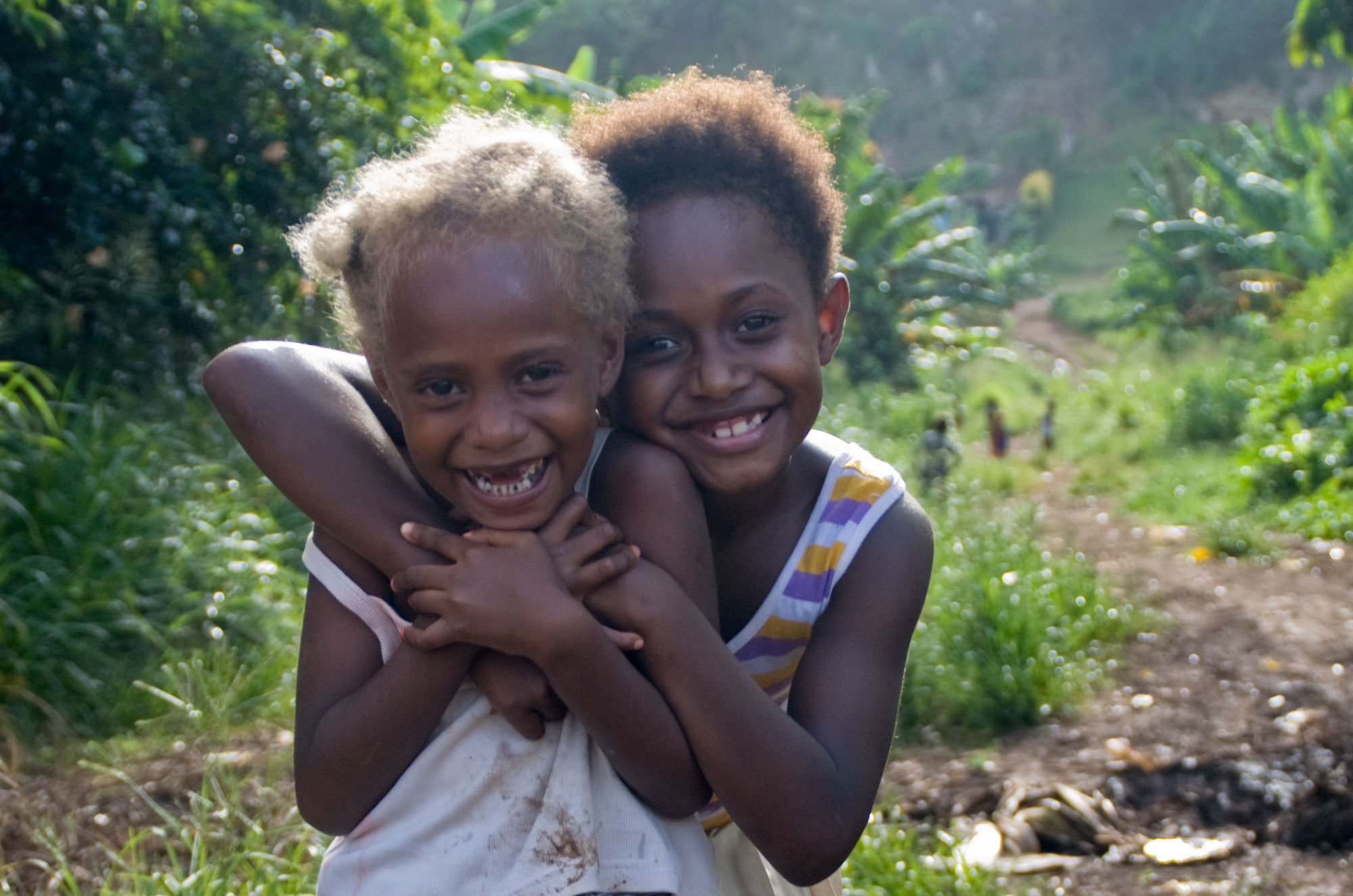
Jeunes filles ni-Vanuatu.

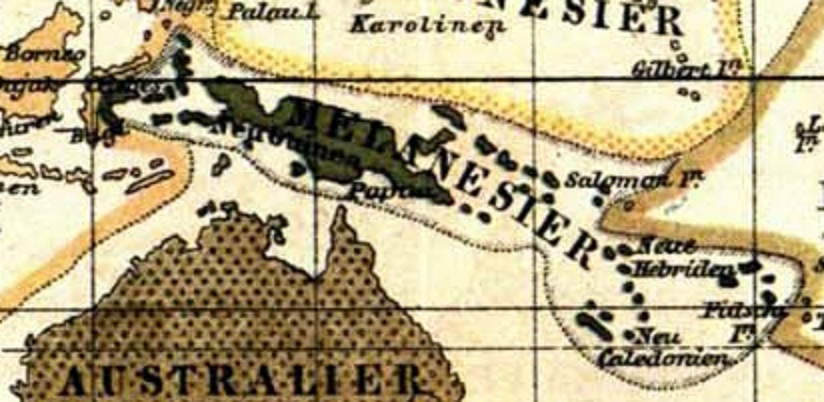
Répartition des mélanésiens selon Meyers Konversations-Lexikon.

Les Mélanésiens sont les habitants autochtones de la Mélanésie. Ils sont majoritaires en Mélanésie et sont situés dans une vaste zone allant de la Nouvelle-Guinée jusqu'aux îles de Nouvelle-Calédonie, Vanuatu et Fidji.

## Langues
Plus d'un millier de langues différentes ‒ sans compter leurs dialectes ‒ sont parlées dans l'aire mélanésienne. Elles appartiennent à deux grands ensembles linguistiques:
- des langues austronésiennes, en particulier celles de la branche océanienne,
- des langues papoues (ou pré-austronésiennes), ensemble d'environ 80 familles non apparentées entre elles.

Les langues austronésiennes de Mélanésie s'élèvent à environ 600, et les langues papoues autour de 800. Leur total, environ 1400 langues, correspond à 20% des 7000 langues du monde.
D'autres langues sont également parlées, dont plusieurs créoles de la région, tels que le tok pisin, le hiri motu, le pijin, le bichelamar, le tayo et le malais papou (en).

## Religion
Une enquête de 2011 a révélé qu'environ 92,1% des Mélanésiens sont chrétiens.

## Origine et génétique
Les habitants originels du groupe d'îles appelé aujourd'hui la Mélanésie étaient probablement les ancêtres du peuple papou d'aujourd'hui. Ils seraient arrivés d'Asie du Sud-Est et ils semblent avoir occupé ces îles aussi loin à l'est que les îles principales des Îles Salomon, y compris Makira et peut-être les plus petites îles plus à l'est.
Le long de la côte nord de la Nouvelle-Guinée et dans les îles au nord et à l'est de la Nouvelle-Guinée, le peuple austronésien, qui est arrivé dans la région il y a plus de 3 000 ans, est entré en contact avec des populations préexistantes parlant les langues papoues. À la fin du XXe siècle, certains chercheurs ont théorisé une longue période d'interaction entre ces peuples, qui aurait entraîné de nombreux changements complexes dans la génétique, les langues et la culture parmi ceux-ci. Les populations mélanésiennes indigènes sont souvent classées en deux groupes principaux en fonction des différences de langue, de culture ou d'ascendance génétique : les groupes de langue papoue et de langue austronésienne,.

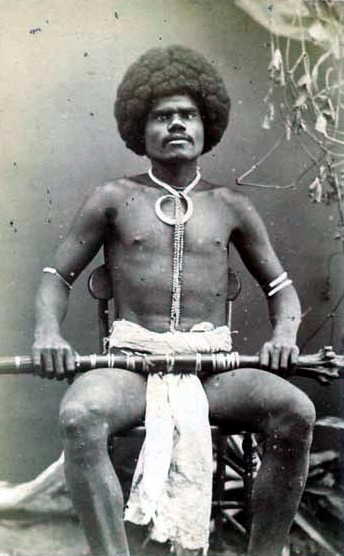
Un guerrier montagnard fidjien, photographie de Francis Herbert Dufty, 1870.

Il a été proposé que, de cette région, un très petit groupe de personnes (parlant une langue austronésienne) aurait migré vers l'est pour devenir les ancêtres du peuple polynésien. Cette théorie polynésienne a été invalidée par une étude de 2008, basée sur l'analyse du génome et l'évaluation de plus de 800 marqueurs génétiques parmi une grande variété d'individus des peuples du Pacifique. L'étude a révélé que ni les Polynésiens ni les Micronésiens n'avaient beaucoup de relations génétiques avec les Mélanésiens. Les deux groupes sont fortement liés génétiquement aux Asiatiques de l'Est, en particulier aux aborigènes taïwanais. Il est apparu que, après avoir développé leurs pirogues à voile, les ancêtres des Polynésiens ont migré d'Asie de l'Est, se sont rapidement déplacés dans la région mélanésienne et se sont dirigés vers les régions orientales, où ils se sont installés. Ils ont laissé peu de preuves génétiques en Mélanésie et ne se sont mélangés que très modestement avec les populations indigènes. L'étude a révélé une faible signature génétique austronésienne (inférieure à 20%) dans moins de la moitié des groupes mélanésiens parlant des langues austronésiennes, et une absence complète de traces dans les groupes de langue papoue.
L'étude a révélé un taux élevé de différenciation génétique et de diversité parmi les groupes vivant dans les îles mélanésiennes, les peuples se distinguant non seulement entre les îles, mais aussi par les langues, la topographie et la taille des îles. Cette diversité s'est développée au cours des dizaines de milliers d'années après la colonisation initiale, ainsi qu'après l'arrivée plus récente des ancêtres polynésiens sur les îles. Les groupes de langue papoue en particulier se sont révélés être les plus différenciés, tandis que les groupes de langue austronésienne le long des côtes étaient plus mélangés,.

Des analyses ultérieures plus approfondies de l'ADN ont donné de nouvelles informations, notamment en raison de la découverte de nouvelles espèces humaines depuis la fin du XXe siècle. Sur la base d'études génétiques de l'homme de Denisova, une espèce humaine ancienne découverte en 2010, Svante Pääbo a pu montrer que les mélanésiens présentaient des traces d'hybridations avec ces humains archaïques. Il a notamment découvert que les Néo-Guinéens partageaient 4 à 6% de leur génome avec les Denisoviens.

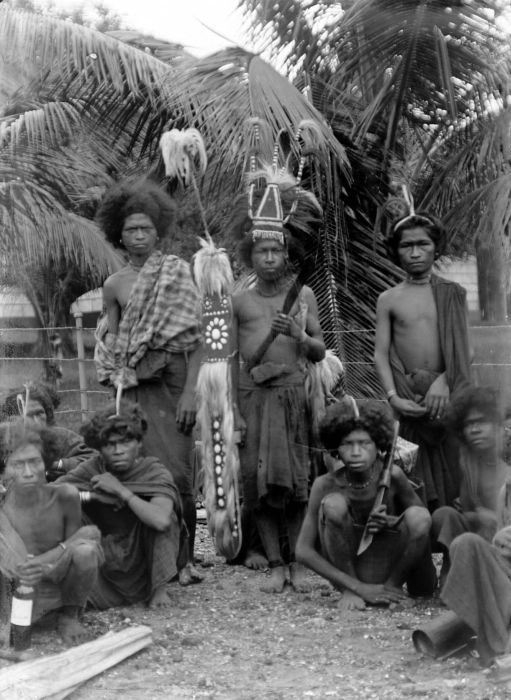
Lamaholots de l'île de Florès, en Indonésie. Bon nombre des populations mongoloïdes australes actuelles d'Indonésie, des Philippines et de Malaisie (y compris Singapour) possèdent également un haut niveau de patrimoine génétique australo-mélanésien.

## Cheveux blonds en Mélanésie
Les cheveux blonds sont rares dans les populations indigènes en dehors de l'Europe, de l'Asie centrale et de l'Afrique du Nord. Les cheveux blonds sont apparus indépendamment en Mélanésie où les Mélanésiens de certaines îles (ainsi que certains Australiens indigènes) sont l'un des rares groupes de personnes non caucasiennes qui ont les cheveux blonds. Ce trait a été attribué à un allèle de TYRP1 unique à ces personnes, qui n'est pas le même gène qui cause les cheveux blonds chez les Caucasiens. Comme pour les cheveux blonds apparus en Europe et dans certaines régions d'Asie, l'incidence de la blondeur est plus fréquente chez les enfants que chez les adultes, les cheveux ayant tendance à s'assombrir à mesure que l'individu grandit.

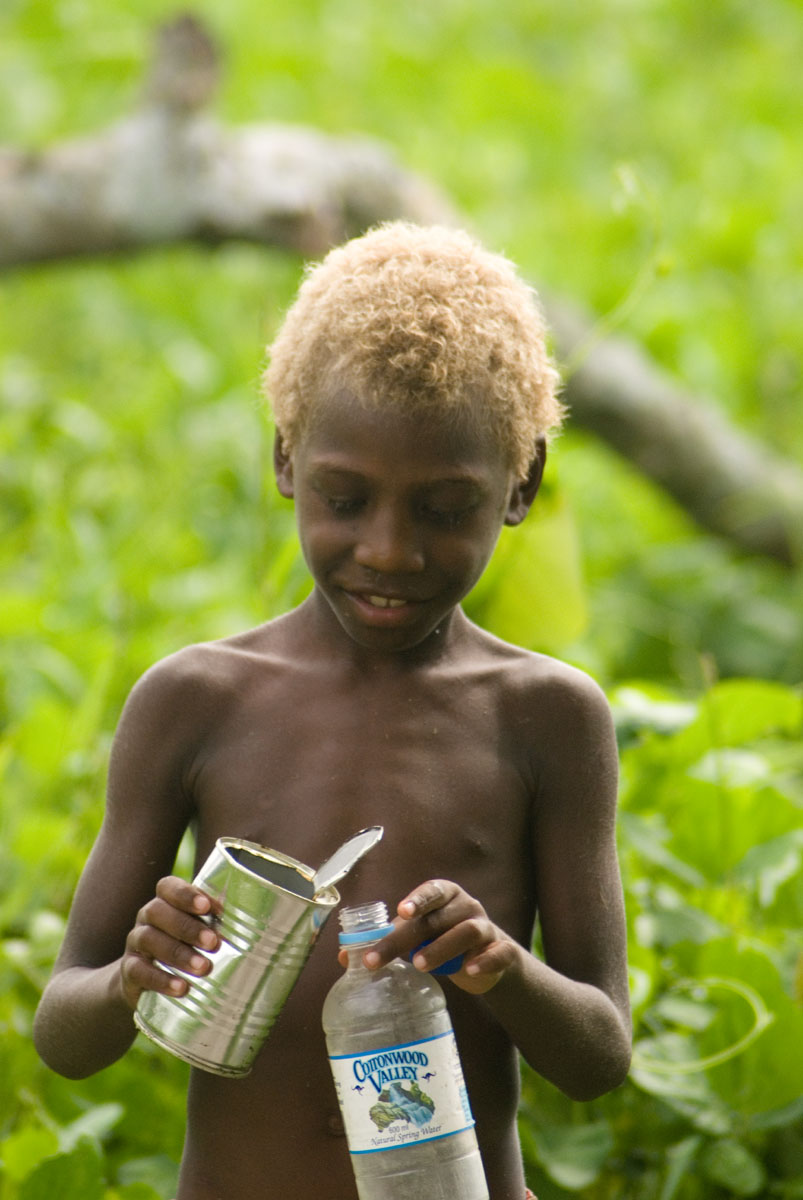
Un enfant Mélanésien du Vanuatu.
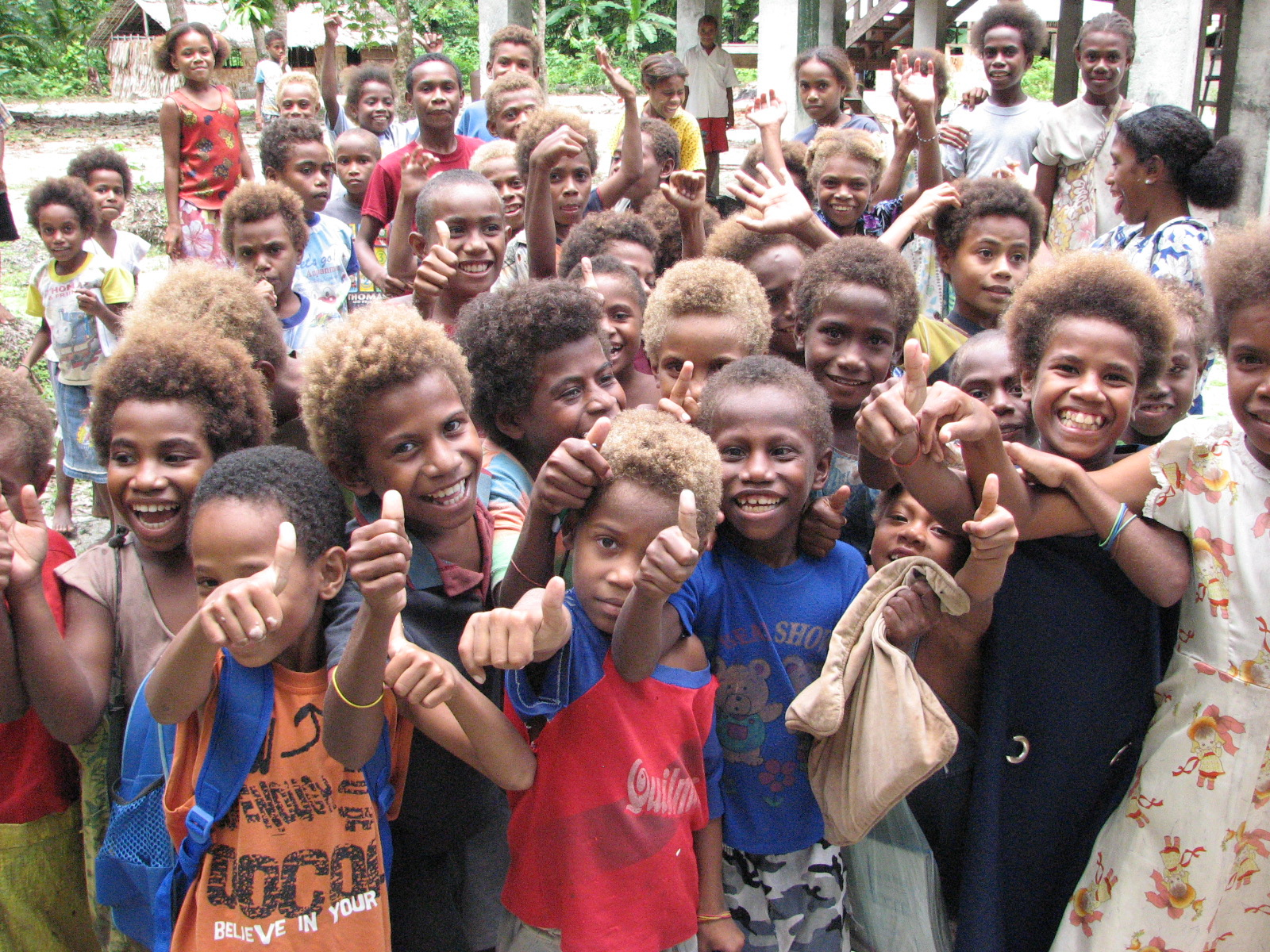
Écoliers des îles Salomon.
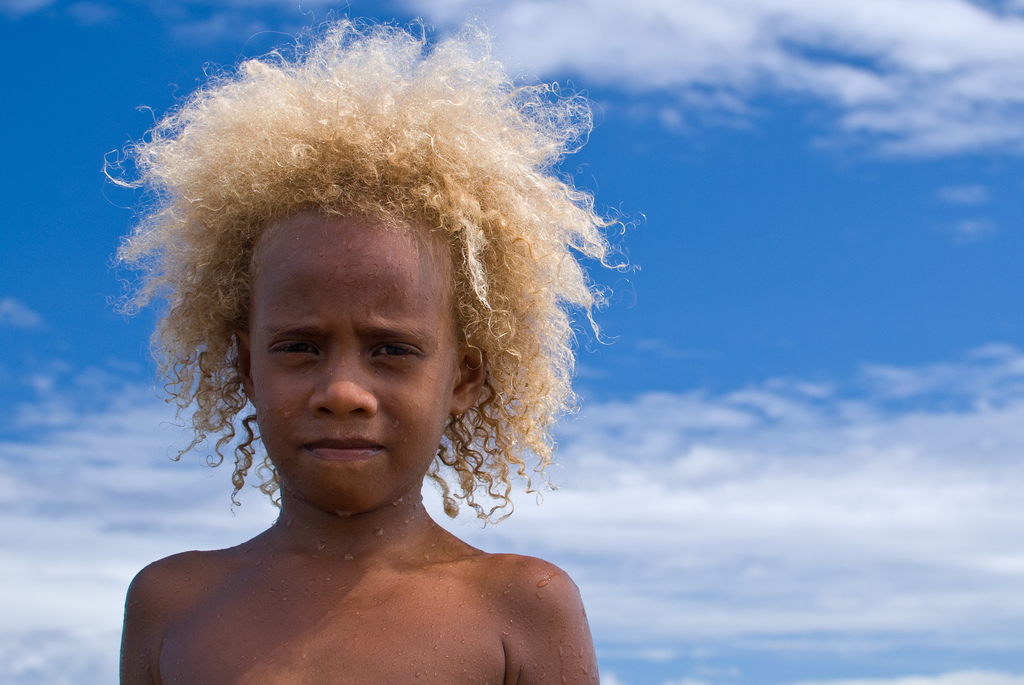
Jeune fillette du Vanuatu.